# جلال تونی
جلال تونی (انگلیسی: Galal Touny؛ زادهٔ ۲۶ آوریل ۱۹۵۰) بازیکن واترپلو اهل مصر بود.